# Lithacodia viridoata
Lithacodia viridoata là một loài bướm đêm trong họ Noctuidae.